# Spädslinke
Spädslinke (Nitella gracilis) är en kransalg som vanligen förekommer i sötvatten men i undantagsfall också i brackvatten. Den kan hittas i sjöar, dammar och småvatten som diken och pölar, främst i områden med urbergsgrund men även i kalkområden. Den växter främst på grunda mjukbottnar. I grunda vatten, där den är vanligast, är den ettårig, men i djupare vatten antas den kunna vara flerårig.

## Utbredning
Arten förekommer i stora delar av världen (norra, västra och mellersta Europa, Asien, Australien, Afrika, Nordamerika och Sydamerika), men förekomsten kan lokalt (på landsnivå) vara mycket spridd. Den är rödlistad som nära hotad i Sverige och Estland och som sårbar i Norge, Finland och på de brittiska öarna samt som starkt hotad i Tyskland.

## Beskrivning
Spädslinke blir cirka 20 centimeter hög och har ett fintrådigt och gracilt växtsätt. Stammen är mindre än 0,5 millimeter i diameter. Kransgrenarna delar sig två eller tre gånger och har karakteristiska två- till trecelliga taggspetsar.

## Fortplantning
Spädslinke är en sambyggare vilket innebär att de individuella plantorna både har hon- och hanorgan. Dess oogonium (honlig könsceller, äggceller) är små, bara upp till 450 µm långa och 400 µm breda. Dess oosporer (befruktade äggceller) är mörkbruna och knottriga. Antheridierna (hanlig könsceller, spermiesamlingar) är mellan 200 och 300 µm i diameter.

## Förväxlingsarter
Spädslinke riskerar främst att förväxlas med uddslinke (Nitella mucronata) eller nordslinke (Nitella wahlbergiana). De främsta för ögat synliga skillnaderna är att spädslinke är mer fintrådig än de andra arterna, att spädslinke vanligen är mindre än uddslinke och att de yttersta kransgrenarna hos spädslinke är glesare än hos nordslinke.